# Cyclomia strigifera
Cyclomia strigifera là một loài bướm đêm trong họ Geometridae.